# Осиер, Иван
Иван Йозеф Мартин Осиер (дат. Ivan Joseph Martin Osiier, 16 декабря 1888, Копенгаген — 23 сентября 1965, Копенгаген) — датский фехтовальщик, серебряный призёр летних Олимпийских игр 1912 года в Стокгольме, участник семи Олимпиад.

## Биография
Осиер родился в Копенгагене (Дания). Он был евреем. Его родителями были Мартин Моисей Мейер Осиер (1861—1933) и Ханне Генриетта Рубен (1865—1922).
Учился в средней школе «Borgerdydskolen» (Школа гражданской добродетели) в Копенгагене, а затем изучал медицину. Осиер был хирургом Гарнизонной больницы в Копенгагене в 1915—1917 годах. Позже он работал врачом. Был вынужден бежать из Дании во время нацистской оккупации Дании из-за того, что был евреем, и уехал в Швецию, где работал в больнице Сен-Горан. Осиер начал свою спортивную карьеру гребцом.
В 1908 году он принял участие в первых для себя летних Олимпийских играх в Лондоне. Свою единственную олимпийскую медаль он завоевал на следующей Олимпиаде в 1912 году в Стокгольме. Осиер пропустил летние Олимпийские игры 1936 года в Берлине из-за несогласия с политикой нацистов. В 1948 году в Лондоне он принял участие в своей 7-й летней Олимпиаде, спустя 16 лет после Игр 1932 года. До 1972 года он единолично лидировал по числу участий в Играх, пока его не догнали братья Пьеро и Раймондо Д’Инцео (Италия). В 1986 году Иван Осиер был введён в Международный еврейский спортивный зал славы.
Супруга Ивана Осиера Эллен Осиер также была фехтовальщицей. На летних Олимпийских играх 1924 года в Париже она стала олимпийской чемпионкой в фехтовании на рапирах в личном первенстве.